# Palácio da Justiça (Figueira da Foz)

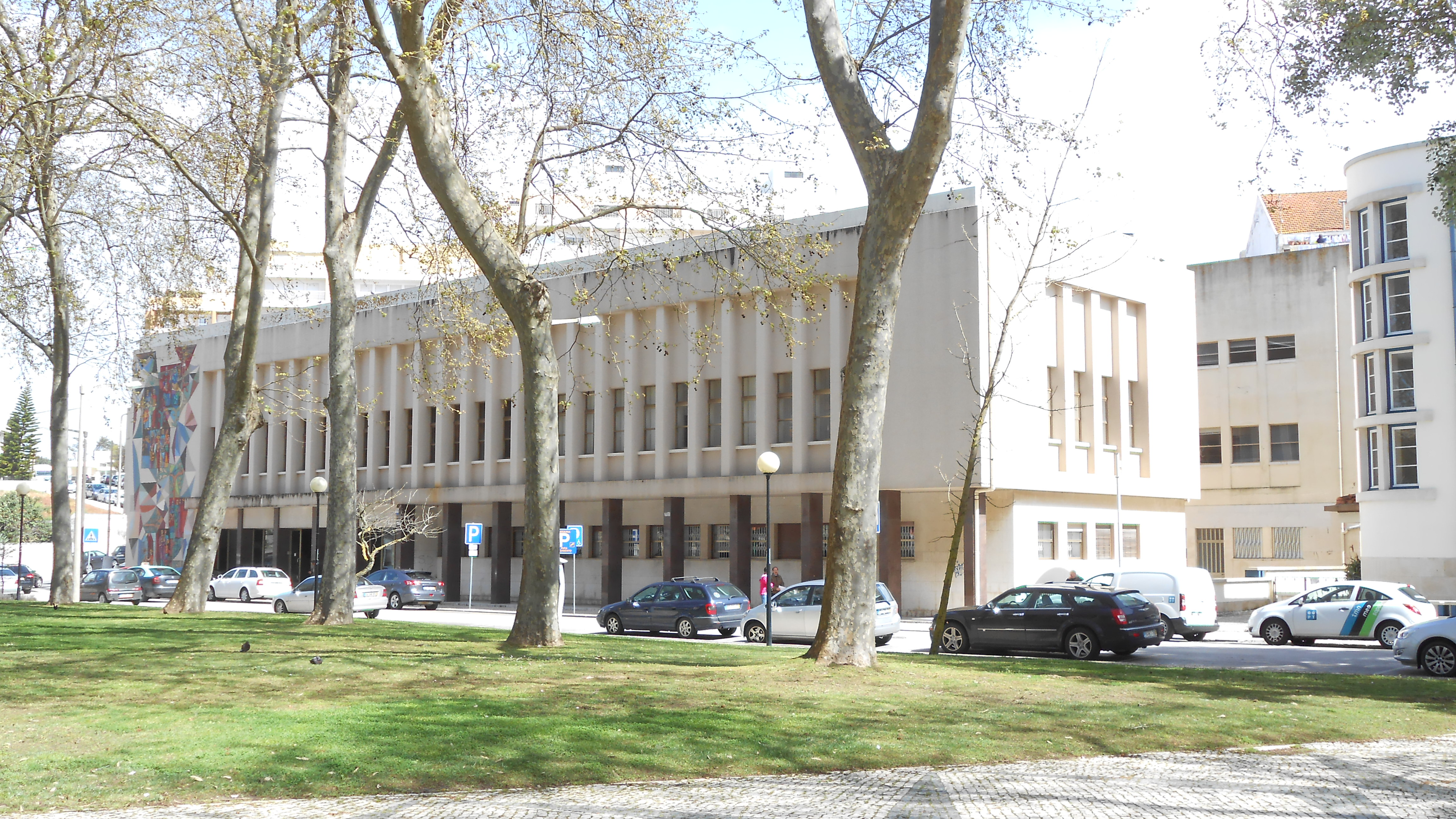
Justizpalast in Figueira da Foz, Portugal

Der Palácio de Justiça (deutsch Justizpalast) ist ein Gerichtsgebäude im Zentrum der Hafenstadt Figueira da Foz, einem Seebad in Portugal. Es gehört zur Stadtgemeinde São Julião und befindet sich am Stadtpark Parque Municipal unweit des Flusses Mondego.
Das Gebäude entstand nach Plänen des Architekten Raul Rodrigues Lima (1909–1979), der mit 43 Justizpalästen maßgeblich die Gestaltung der Gerichtsneubauten des Estado-Novo-Regimes der 1950er und 1960er Jahre bestimmte. Der Justizpalast von Figueira da Foz wurde von aus Häftlingen bestehenden Baubrigaden errichtet. Es wurde am 15. August 1961 eingeweiht und in den 1980er Jahren zweimal erweitert.
Architektonisch orientiert sich das Gebäude am Neoklassizismus. Es gehört nicht zu den auffälligsten Arbeiten des Rodrigues Lima, der bei seinen Justizpalästen Gerichtsgebäude aus Paris, Wien und Mailand zitierte.
In der Datenbank des Sistema de Informação para o Património Arquitectónico (SIPA) trägt das Gebäude die Nummer 16290.